# Рубин, Владислав
Владислав Рубин (пол. Władysław Rubin; 20 сентября 1917, Токи, Польская Республика — 28 ноября 1990, Ватикан) — польский куриальный кардинал и ватиканский сановник. Титулярный епископ Серты и вспомогательный епископ Гнезно с 17 ноября 1964 по 30 июня 1979. Генеральный секретарь Всемирного Синода епископов Римско-католической церкви с 27 февраля 1967 по 12 июля 1979. Префект Конгрегации по делам Восточных Церквей с 27 июня 1980 по 30 октября 1985. Кардинал-дьякон с титулярной диаконией Санта-Мария-ин-Виа-Лата с 30 июня 1979 по 26 ноября 1990. Кардинал-священник с титулом церкви pro hac vice Санта-Мария-ин-Виа-Лата с 26 ноября 1990.